# 原綾子
原 綾子（はら あやこ、1988年3月24日 - ）は、日本の女性ファッションモデル。宮城県仙台市出身。ミス・ユニバースの2012年度日本代表。

## 来歴
元・テニス国体選手の父と元・剣道選手の母を持ち、自身も運動に親しみながら育った。小学校時代には器械体操、中高時代には軟式テニスにいそしむ。わけても軟式テニスでは宮城県大会で常にベスト4に入った実力で、常盤木学園高等学校在学中インターハイにも出場。
常盤木学園高等学校の同級生には後のサッカー女子日本代表『なでしこジャパン』の一員・鮫島彩もいた。本人は鮫島と友達だったと語っているが、鮫島は取材で『誰だかわからない。覚えていない。』と語り話題になった。
高校卒業後はホテルに勤務していた。
仙台と東京を足場にファッションモデルの活動を行う。ミスユニバース日本代表として知られるようになる2012年4月頃までに、プーマ、イオン化粧品、ドクター・ショールなどの製品広告に登場。ミスユニバース世界大会を控えた同年9月、自身がモデルを担いさらには表紙への登場も見せた美容本『ドクター・ショール式 パンサー美脚ダイエット』が発売される。

### ミス・ユニバース
宮坂絵美里がミスユニバース日本代表となった2009年頃から同大会への出場を考えるようになり、3年越しの2011年、初めてミス・ユニバース・ジャパンに応募。そして11月に一次審査を通過し、仙台で開催された東北大会に出場、グランプリを獲得。
続く2012年4月1日、約4,000名の中から全国17ヶ所の予選会を勝ち残った23名の出場による『2012ミス・ユニバース・ジャパン最終選考会』が大阪国際会議場に催され、これに宮城代表として出場、結果、優勝の運びとなった。
2012年12月開催のミス・ユニバース2012に日本代表として出場。入賞ならず。

### その後
2013年、宮城県の広報活動を担う同県公認“みやぎ絆大使”の一員に選ばれる。
AH'S INTERNATIONAL（アーズインターナショナル）株式会社を設立、トータルビューティデザイナーとして後進の指導に当たる。

## その他
特技：仙台藩作法（茶道）。趣味：映画・音楽鑑賞・散歩・テニス。資格：簿記検定3級。
東日本大震災では仙台の実家にひびが入り、津波に流された知人もいる。

## メディア出演
- 「VS嵐」（2014年4月17日、フジテレビ）
- 「世界の海から街めぐり　アドリアの至宝航海記」（2014年4月27日、BS-TBS）
- 「プロに聞く!タイの旅 見る!食べる!癒される!バンコク〜プーケット」（2014年9月13日、仙台放送）
- 「大地の贈りもの 美の王国 モロッコ紀行」（2014年11月30日、BS-TBS） - 旅人
- 「美の王国 モロッコ紀行2 神秘のバラを訪ねて」（2015年6月21日、BS-TBS） - 旅人
- 「AH'Sの放課後」（2015年1月7日 - 毎週水曜17:00放送、fmいずみ） - パーソナリティ